# Санпаул (Арад)
Санпаул (рум. Sânpaul) насеље је у Румунији у округу Арад у општини Шофроња. Oпштина се налази на надморској висини од 103 m.

## Становништво
Према подацима из 2011. године у насељу је живело 626 становника.